# Nils Posse (1853–1919)
Nils Fredrik Posse (i riksdagen kallad Posse i Vreten), född 11 juli 1853 i Hömbs församling, Skaraborgs län, död 31 december 1919 i Stockholm (folkbokförd i Edåsa församling, Skaraborgs län), var en svensk godsägare och riksdagsman.
Posse genomgick efter studentexamen bland annat Ultuna lantbruksinstitut och övertog efter fadern Gösta Posse godset Vreten med flera egendomar. Han ägnade sig med stort intresse åt verksamhet i Skaraborgs läns hushållningssällskap och var 1909–1918 konservativ ledamot av riksdagens första kammare.
Posse ägde förutom Vreten bland annat godsen Dala och Ljunghem i Skaraborgs län, och bedrev affärsverksamhet med mejeriprodukter. Han var också aktiv inom länets landsting.